# Tête Jaune
Tête Jaune (* 1805; † 1827; richtiger Name Pierre Bostonais oder Pierre Hastination) war ein Trapper und Kundschafter vom Volk der Irokesen-Métis, der im frühen 19. Jahrhundert im heutigen Westkanada lebte. Mehrere Orte, Gebiete und Straßen sind heute nach ihm benannt.

## Leben
Der Kosename als „Blondschopf“ (französisch téte jaune, englisch yellow head) ist auf seine hellen Haare zurückzuführen, was auf einen Mestizen hinweist. Wie so viele seines Stammes, kam er von Quebec nach Westen, um für Pelzhandelsgesellschaften zu arbeiten. Diese waren in englischer Hand, daher die englische Übersetzung seines Namens yellow Head. Sein wirklicher Name „Bostonais“ weist wohl auf seine Herkunft aus Boston hin (französisch „Mann aus Boston“). Er dürfte 1805 geboren sein, wurde mithin nur 22 Jahre alt.
Die Métis ließen sich nach Ablauf ihrer Arbeitsverträge in dem bergigen Land zwischen Hope (British Columbia) und dem Fort George-Gebiet bei Jasper nieder und lebten von der Jagd sowie gelegentlichen Anstellungen als Reisebegleiter für die North West Company und die Hudson’s Bay Company. Pierre Bostonais bevorzugte die Arbeit für die Hudson’s Bay Company. Die wenigen schriftlichen Informationen, die heute noch vorliegen, stammen aus Korrespondenzen und Geschäftsberichten dieser Handelsgesellschaft. In dem Bericht aus dem Jahre 1819 ist von einer Expedition zu lesen, die Tête Jaune im Auftrag der Hudson’s Bay Company führte.  Die Expedition startete im Handelshaus St. Mary's House am Zusammenfluss des Smoky River und des Peace River in der Nähe der heutigen Ortschaft Peace River, folgte dem Smoky River hinauf bis Mount Robson und dann dem Fraser River hinab bis zur heutigen Ortschaft Prince George, um mit den dort lebenden Indianern Handel zu treiben. Eines seiner Fellverstecke war der heutige Ort Tête Jaune Cache (französisch cache, „Versteck“).
Die Berichte zeigen an, dass Tête Jaune in den folgenden Jahren für die Hudson’s Bay Company mehrfach diese Handelsreise unternahm und dabei den Pass durch die kanadischen Rocky Mountains fand. Das erste Mal wird der Pass in den Hudson’s Bay-Berichten 1826 erwähnt, doch es ist wahrscheinlich, dass Tête Jaune ihn bereits einige Jahre vorher fand. Im Jahre 1827 töteten die Biber-Indianer, die auf der Britisch-Kolumbianischen Seite der Berge lebten, Tête Jaune, seinen Bruder Baptiste sowie deren Frauen und Kinder.

## Erinnerung
Heute sind nach ihm insbesondere der Yellowhead Pass, der Yellowhead Highway und der Ort Tête Jaune Cache benannt.